# Vécék Japánban

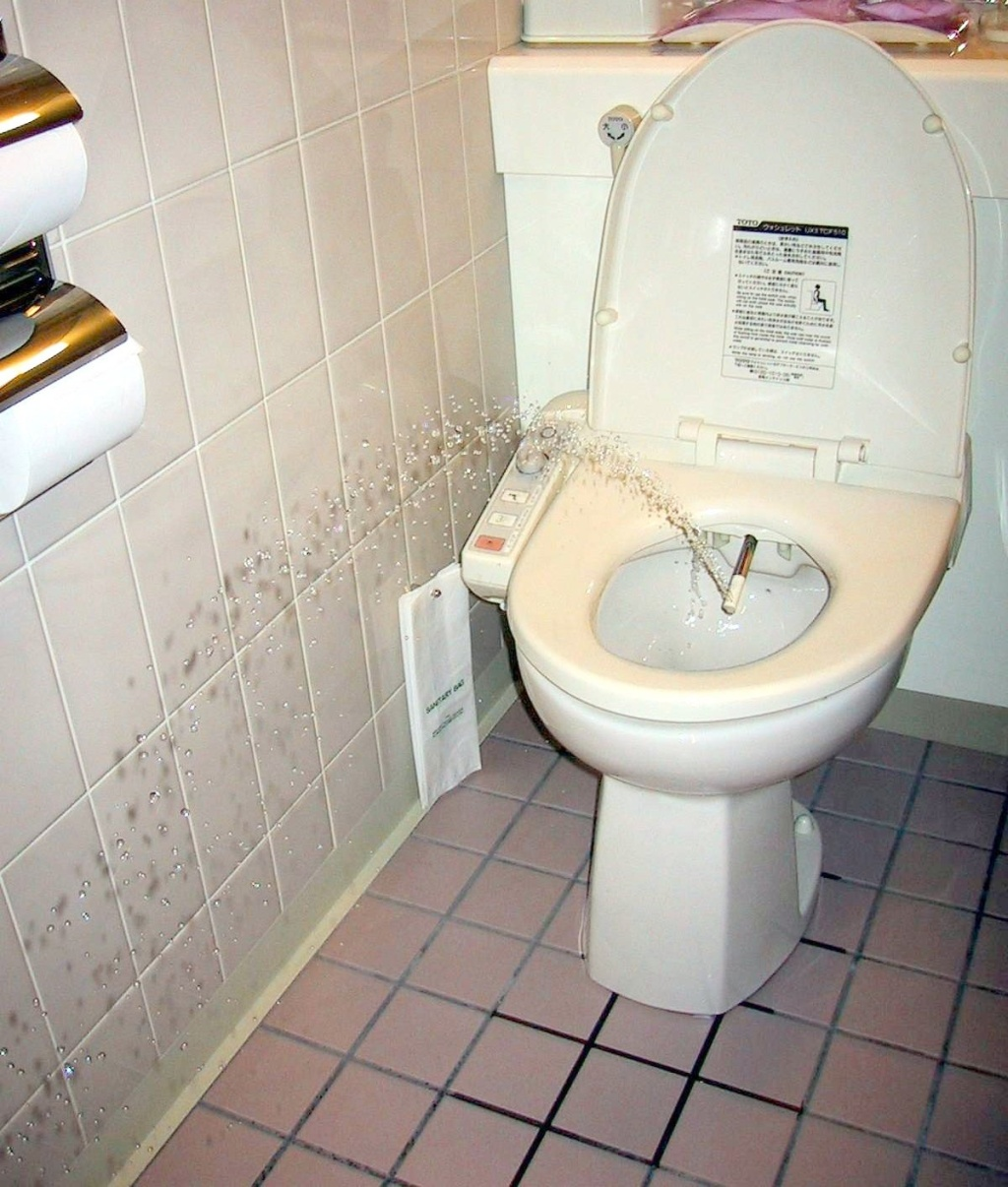
Vosuretto a tisztító vízsugárral

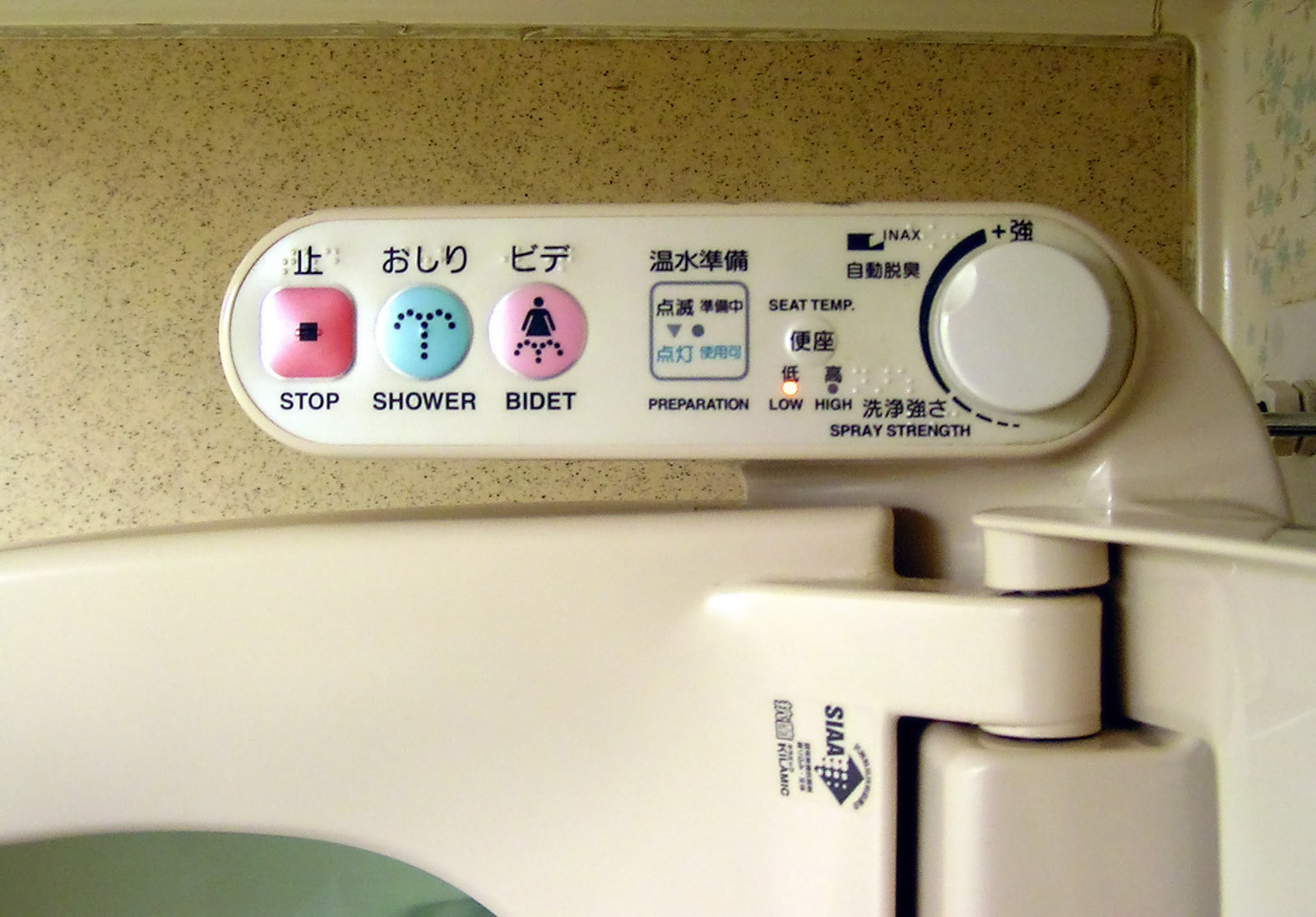
Vezérlőpanel egy japán vécé oldalán

Japánban a vécék elsőre sokkal bonyolultabbaknak, kidolgozottabbaknak tűnhetnek, mint más fejlett országokban. Kétféle vécét különböztetnek meg: a guggolós vécét – ami meglepően megszokott a nyilvános mosdókban a mai napig – és a második világháború után elterjedt vízöblítéses vécéket és piszoárokat. A jelenlegi legkorszerűbb, a nyugati stílusú vécé, avagy a bidével ellátott vécé, amellyel a japán háztartások 77,5%-a rendelkezik. Japánban ezeknek a bidéknek a közismert neve a vosuretto (ウォシュレット), ami egy bejegyzett védjegy a Toto Ltd. márka által. Ezek a fajta vécék magukba foglalnak sok olyan jellegzetességet, amelyeket Ázsián kívül aligha tapasztalunk. Például a vécéülőke-melegítőt, illatosítót és többféle bidéfunkciót.

## Elnevezések
Az a szó, hogy toire (トイレ) az angol "toilet" szó rövidítése. Nemcsak a vécére, hanem magára a helyszínre is, a mosdóra is használják. Akárcsak az anime-t úgy a toire szót is gyakran hibásan francia jövevényszónak gondolják a szó végi francia hangzása miatt.
Szépen kifejezve otearai-nak (お手洗い, szó szerint kézmosás) vagy kesósicu-nek (化粧室, mosdó) hívják. Ezek nemcsak az amerikai angol washroom-hoz hasonlóak, hanem a magyar mosdó szóhoz is, ami megmutatja a helyszínt ahol mosakszik az ember. 
Másik közismert neve a vécének a bendzso (便所, kényelem helye vagy ürítés helye) ami a ben szóból (便, "kényelem" vagy "ürülék") ered. Használják az általános iskolában, az uszodákban és más hasonló nyilvános helyeken, igazából ez nem különösen udvariatlan szó, bár egyesek más szót használnának. Sok gyerekjátékban amikor a gyerek kiesik akkor azt mondják, hogy a bendzsó-ba került.
A vécét – tehát a csésze vagy a földbe beépített tartályt, a víztartályt stb. – benki-nek (便器) hívják. Benza (便座) a vécéülőke. Az éjjeli edény pedig, legyen szó gyerekekről, idősekről vagy kórházi betegekről, azt omaru-nak nevezik (御虎子).
A Japán Vécé Egyesület November 10-én ünnepli nem hivatalosan a Vécé-napot, azért ezen a napon mert 11/10-et (hónap, nap) betűként is ki lehet olvasni azaz ii-to(ire), amely azt jelenti "Jó vécé".

## Vécé típusok

### Guggolós vécé

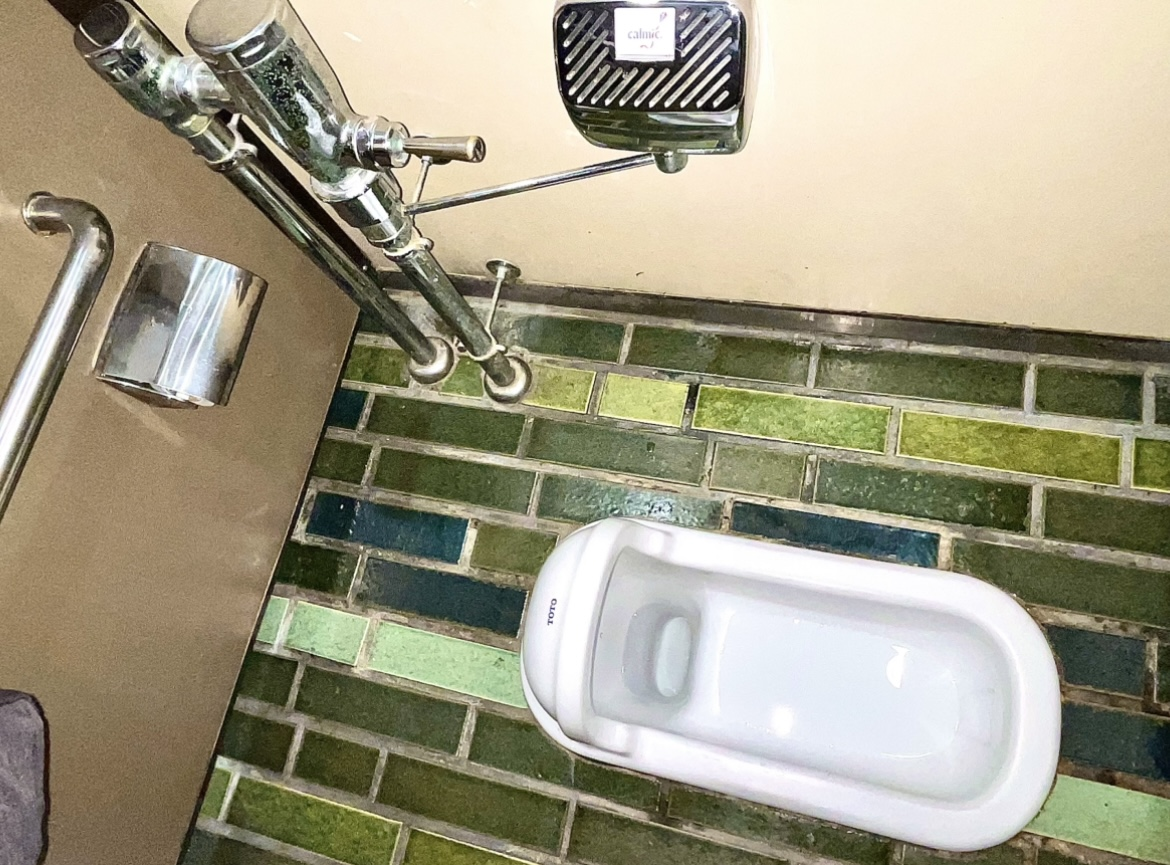
Guggolós vécé

A guggolós vécé hagyományosnak számító Japán vécé (和式, vasiki), amit ázsiai vécének is hívnak, mert szerte Ázsiában ezzel a megoldással lehet találkozni. Az angolvécétől mind a szerkezet mind pedig maga az alkalmazás módszereiben különbözhet. Látszatra úgy néz ki, mint egy mini piszoár belesüllyesztve a földbe. Japánban a legtöbb porcelánból, de néhány helyen (pl. vonaton) rozsdamentes acélból készülnek. Használata nem feltétlen egyszerű elsőre a nyugati embernek. A vécé fölé kell guggolni a földből kidomborodó félgömbű burokkal szembe. Különbözik a megszokottól hiszen nem egy nagy vízzel teli csészébe gyűjti össze a végterméket, hanem egy sekély szállítóvályú gyűjti azt össze. Minden más tartozék, mint a víztartály, elvezető csövek és maga az öblítés mechanikája megegyezhetnek az angolvécével. Öblítéssel a víz továbbtereli a szennyvizet a gyűjtőmedencén keresztül a szennyvíz-csatornarendszerbe. Az öblítés elvégzése az hasonló mint a angolvécéknél, kivéve, hogy itt megtalálhatunk pedált is ami erre a célra szolgál. Legtöbbször találkozni "kicsi" (小) és a "nagy" (大) írásjegyekkel, amivel a víz mennyiségét tudjuk kiválasztani. Az előbbi az a vizelet az utóbbi pedig a széklet lehúzására szolgál. Akkor, ha a széklet lehúzása fennáll, elterelés szempontjából inkább a "kicsi" öblítést választják, aminek más hangja van, mint a "nagy" öblítésnek, de erről bővebben lejjebb olvashatunk.
Két változata gyakori: egyik ahol a vécé egy szinten van a talajjal, és a másik ahol kb. 30 cm-el felette van egy emelvényen. Talán az utóbbinál a férfiaknak könnyebb a vizelet ürítése guggolás nélkül, de igazából mindkettő megfelel a célnak. Székletürítésnél pedig nincs különbség. A vécé fölé áll – a burokkal szemben – és lehúzva a nadrágját (hölgyeknél felhúzva a szoknyát) és a fehérneműjét a térdéig lehúzva. Mindezek után pedig leguggol a lyuk fölé, de minél közelebb az elejéhez, mert megeshet, hogy a székletet nem sikerül a lyukba ejteni. Ezért láthatunk sok nyilvános vécében figyelmeztetést, miszerint "Egy lépéssel közelebb, kérem".
Külföldiek és kezdők gyakran megfogták a csövet (vízvezeték cső) ami vécé elején van, így érdemelte ki az angol nevet "grunt bar" ami nyersfordításban morgó rudat jelenthet. Egy másik elsőre viccesnek tűnő ötlet terjedt el a külföldiek által, miszerint nehogy "baleset" érje őket az ürítés során, az alsó ruházatot teljesen levették és felakasztották a belső akasztóra mielőtt leguggoltak volna.
Nyilvánvalóan előnyös abból a szempontból, hogy ezeket a vécéket nagyon egyszerű tisztítani, illetve olcsóbb előállítani és kevesebb vizet használ fel az angolvécékhez képest egy öblítés során. Érdemes azonban megemlíteni, hogy sok ember azt vallja, hogy sokkal higiénikusabb az ülőke hiánya miatt. De mint tudjuk nem feltétlen az üléssel való érintkezés rejtheti a legnagyobb egészségügyi kockázatot, ha belegondolunk a láb-lábfejre visszafröccsenés lehetőségére. A víz nélküli vályú csökkenti a visszafröccsenés esélyét az ürítés során. De mivel az ürülék addig ott van a szabad levegőn, amíg le nem húzzák ezért sokkal erősebb szag terjedhet, ellentétben az angolvécénél, ahol rögtön a vízbe jut a termék, ez a hatás könnyen észrevehető a japán mosdókban vagy a környékükön.
Létezik a guggolós és angolvécé ötvözete, amolyan pottyantós vécé. Toto Ltd. nevéhez fűződik a szuvaretto (スワレット) ülőke, amit csak rá kell helyezni a guggolós részre és így olyan mint egy angolvécé. Azért hasonló a pottyantóshoz, mert mindez az emelvénnyel ellátott vécénél okosabb megoldás. De ez az ötletes keresztezés inkább vidéki területen terjedt el, hogy a külföldi vendégek otthon érezhessék magukat.

### Angolvécé

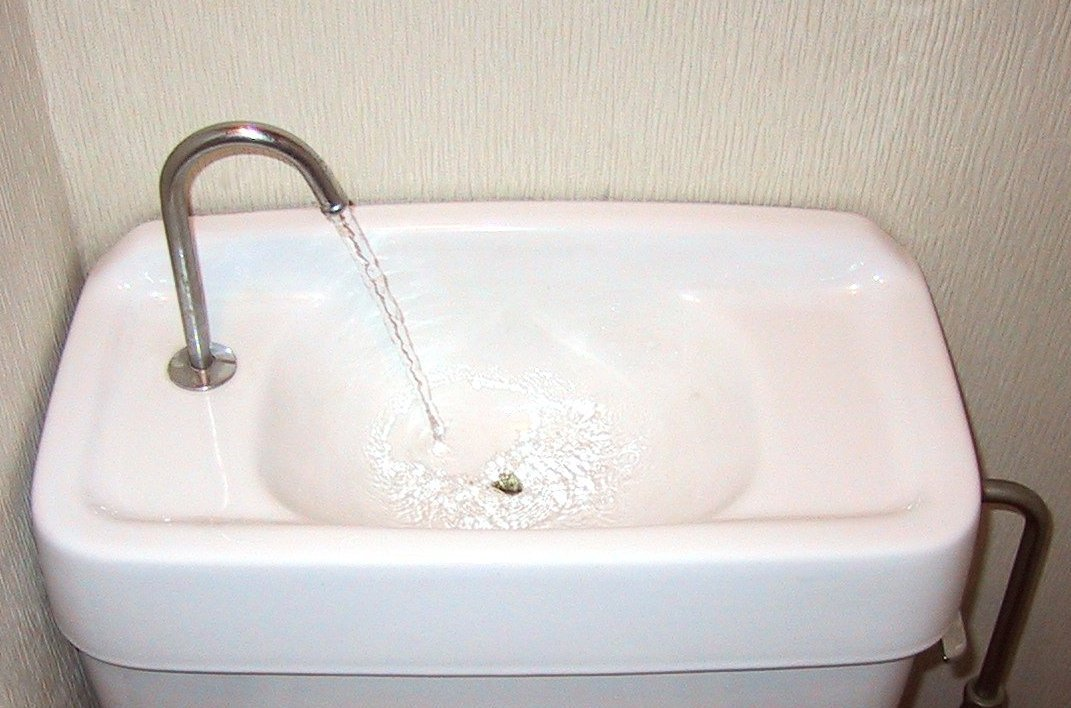
Víz egy csaptelepen vezetve a tartályba, amely többfunkciós szerepet lát el, így is takarékoskodva a vízzel

Azt az öblítős vécét amire rá lehet ülni (ülőkével ellátott) jósikinek hívják (洋式 nyugati típusú vécé). Az angolvécék, illetve a csúcstechnológiával ellátott vécék ma már sokkal elterjedtebbek a Japán háztartásokban a hagyományos guggolós vécéknél. Érdekes azonban, hogy mai napig lehet találni ottfelejtett matricákat a mosdók ajtaján egyes lakásokban, a helyes (guggolós)vécé használatáról. A nyilvános mosdók (iskolákban, templomokban, vonat állomásokon) többsége még mindig guggolós vécével vannak felszerelve.
Japánban az angolvécékbe bele van építve a vízkímélő lehetőség, így ránk van bízva a "kis" és "nagy" öblítés lehetősége. Sok vécénél találkozhatunk azzal a megoldással, amikor a viz egy csaptelepen keresztül van vezetve a tartályba, biztosítva ezzel egy igen okos megoldást, a kézmosás és a vízkímélés egyszerre történő megvalósítását.

#### Japán bidé

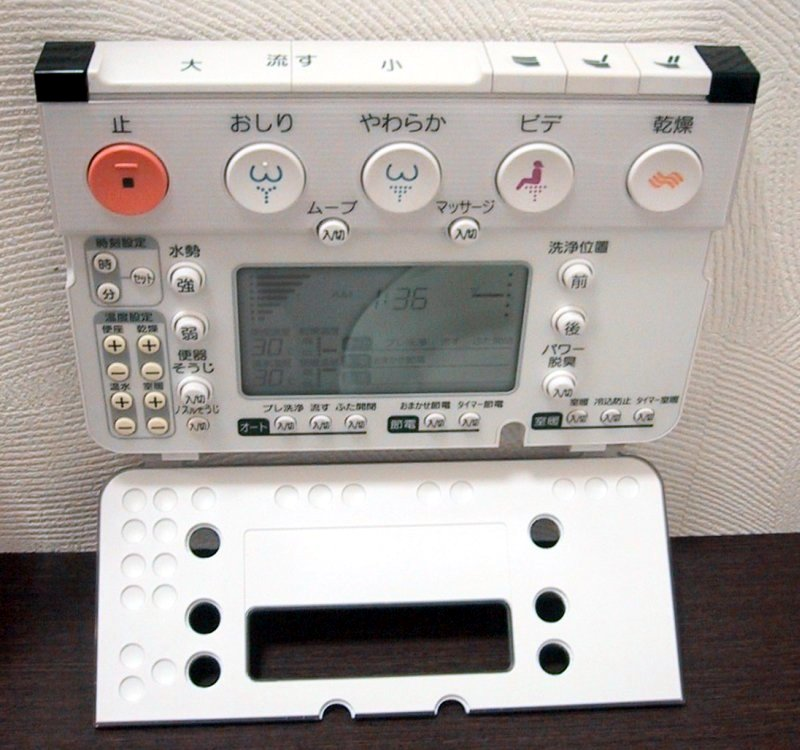
Falba épített LCD panel

A modern technikával felszerelt vécét Japánban gyakran Super Toiletnek, Vosurettonak (ウォシュレット, angolul "washlet"), illetve Onszui szendzsó benzáj-nak (温水洗浄便座, meleg vízzel mosó WC-ülőke) is nevezik. Világszerte ez az egyik legkidolgozottabb vécétípus elképesztő mennyiségű funkcióval van ellátva. A "Washlet Zoe" Toto márka modellje még a Guinness Rekordok Könyvebe is bekerült mint a legkifinomultabb, hét funkcióval is ellátott vécé. Habár ez a modell 1997-ben lett bemutatva valószínű, hogy a Toto legutóbbi modellje a "Neorest" sok tekintetben felülmúlja. Maga a bidé ötlete nem japán ötlet, az első bidével egyesített vécéülőke 1964-ben az Egyesült Államokban lett gyártva. A csúcstechnológiával ellátott vécék berobbanásának ideje 1980-ra tehető, amikor a Toto bemutatta  a "Washlet G" sorozatát, így magára aggatva a Vosuretto (Washlet) elnevezést. Japánban 2002-ben majdnem a háztartások felében ilyen vécé volt, ami meghaladta a számítógépek számát is. Míg első ránézésre úgy néz ki, mint egy angolvécé, azalatt sok extrát tartalmaz, például a szárító, ülőkemelegítő, masszázs, vízsugár-, automata vécéfedő szabályozás, automata öblítés, vezeték nélküli távirányítás, szobahőmérséklet és levegő szabályozás (ami vagy magába a vécébe vagy pedig magába az ülőkébe van beépítve). Ezeket vagy a távirányítón vagy pedig a falba épített panelen érhetjük el.

#### Jellegzetességek
A legalapvetőbb jellegzetesség az a beépített bidé, egy ceruza nagyságú cső bújik elő a vécé karimája alól, így kilövellve a vizet. Két irányt tud változtatni hátulra (hátsófélre) és előre (nemi területekre). A cső soha nem érintkezik a használó altestével. Ugyanakkor öntisztító is mert a használat előtt és után letisztítja magát. Azzal, hogy elülső vagy hátulsó oldalát tisztítja a használónak azt egyszerűen a kapcsolótáblán tudjuk kiválasztani. Általában a cső minden irányba tud fordulni így elérve a tisztítandó területet. Vannak vécék amik két csövet használnak a két irányba. A kezelőmotor hozzá van kapcsolódva a nyomáskapcsolóhoz vagy közelségérzékelőhöz és csak akkor lép működésbe, ha a vécé használatba kerül, tehát ráülnek. Az első vosurettókba még nem volt beépítve ez az automata szenzor. Számos kíváncsi használó – miközben nézik a vécét – megnyomják ezt gombot, hogy szemügyre vehessék a működését, meglepő módon meleg vízsugarat kapnak az arcukba.
Ülőkemelegítő a másik nagyon elterjedt jellegzetesség, még azokon a vécéken is megtalálni, amelyeken nincs bidé. Mivel a legtöbb japán háztartásokban nincs központi fűtés (helyette pl. hősugárzó van), ezért hideg van, főleg a mosdókban télen. Az ülőkemelegítő 30 °C és 40 °C közé állítható.

#### Speciálisabb átalakítások
Legtöbb modern vécénél a víz hőjét és nyomását be lehet programozni, úgy ahogy a használója kívánja. De alapjában a szeméremrész alacsonyabb nyomású vizet kap mint a hátsó táj. Kutatások szerint Japánban a bidé-víz hőmérséklete egy picivel magasabb a testhőnél, 38 °C az optimális. A csövet lehet manuálisan is igazítani (előre-hátrafelé). A luxus vosurettók még pulzáló, vibráló vízsugarat is tudnak engedni, amit az aranyérre és székrekedésre való tekintettel lett beépítve. A legtöbb speciálisabb vosuretto még a vízsugárhoz szappant is tud adagolni.
Egy ilyen vosurettóval a vécépapír használatával is fel lehet hagyni, igaz vannak emberek akik mindkettőt használják – bidé, papír – de a papír használatával nem lehet a szeméremrészt tisztítani. Néhányak törölnek a mosás előtt, vagy mosnak a törlés előtt, vagy csak mosnak, és vannak olyanok akik csak törölnek. Másik említésre méltó speciálisabb jelleg az a szárító – 40 °C és 60 °C között – ami a szárítandó területet szárítja meg
Automata vécétetővel felszerelt vosurettóval is találkozhatunk, amiben közelség érzékelő van elrejtve, ezáltal nem kell a vécétetőhöz érni használat előtt-után ami – leöblítést követően egy bizonyos idő után záródik le – nagyon higiénikus. Újítás, az intelligens szenzor, ami különbséget tesz ha az ember szemben (arccal) vagy háttal (arc nélkül) van, így mozgatva a fedőt. Vagy emellett van beépített fékpántokkal ellátott vécéülőke, ami megakadályozza a hangos lecsapódást. Kellemesebb időtöltés szempontjából van olyan is, ami zenét tud lejátszani (néhány Inax vécé például, Felix Mendelssohn, Op. 62, 6. számú dalának az első pár szólamát játssza).
Automata öblítés és az illatosítás mellett a baktériumnak ellenállóbb felületű vécéülőke is egy újítás. Vannak kimondottan idősebb korosztálynak tervezett modellek, amik kartámasszal vannak ellátva az egyszerűbb felüléshez. A legutóbbi innováció az ózonos szagtalanítás, ami nagyon gyorsan megsemmisíti a kellemetlen szagokat. Az újabb, energiatakarékosabb vosuretto el tudja tárolni a vécén töltés időpontját, idejét, így kalkulálva a vécéhasználat átlagát és ehhez igazítja a vécémelegítést is. Ezeken kívül lehet még bennük világítás, vagy légkondicionáló (karima alatt) a forró meleg napokra.
A falba épített panelon a szöveg japánul van, néhányukon azért már piktogramok is találhatók. De például az öblítés gomb az gyakorta csak kandzsival írt, míg a mindenféle bidé funkciót ábrával is megtűzdelik. Tehát az egyszerű öblítés elvégzése – egy japán írásban nem járatos embernek – nem egyszerű feladat. Ha nem is a legújabb vosurettók, de a modernebbek még felszereltek a vécét lehúzó kis karral (ált. a víztartály oldalán vannak).

#### Jövőbeli fejlesztések
Nemrégiben, kutatóknak egészségügyi szenzort sikerült beépíteniük ezekbe a vécékbe, ami többek között a vécéhasználó vércukrát vizeletéből, de ezen kívül a pulzusát, a vérnyomását, a testzsír százalékát is tudja megmérni, de más méréseket is szeretnének elérni a kutatók e téren. Például a mért adatokat automatikusan elküldené a doktornak a beépített, internet képes mobiltelefon eszközről. A beszélő vécé fejlesztés alatt áll. Például, hogy a vécé köszönteni tudja a használóját és szóbeli parancsokat is végre tudjon hajtani. Ezek a fejlesztések csak elvétve találhatóak meg a japán otthonokban, és nehéz megjósolni, mennyire fognak elterjedni. A Toto, NAIS és más gyártók már dolgoznak egy akkumulátoros, mobil vécéülőkén is.

#### Vosuretto-szindróma
Ha a nagynyomású bidét gyakran használja, a túlzott tisztaság által a baktériumokat – azokon a területeken – gyors elterjedésükre készteti, és így létrejöhetnek bizonyos bőrbetegségek, gyulladások. Ezeknek is vannak nevei, néhány proktológusnak köszönhetően, "bidészindróma" (vosuretto sókógun ウォシュレット症候群) vagy "Meleg vizű vécéülőke szindróma" (on-szüi ben-za sókógun 温水便座症候群).

## Piszoárok

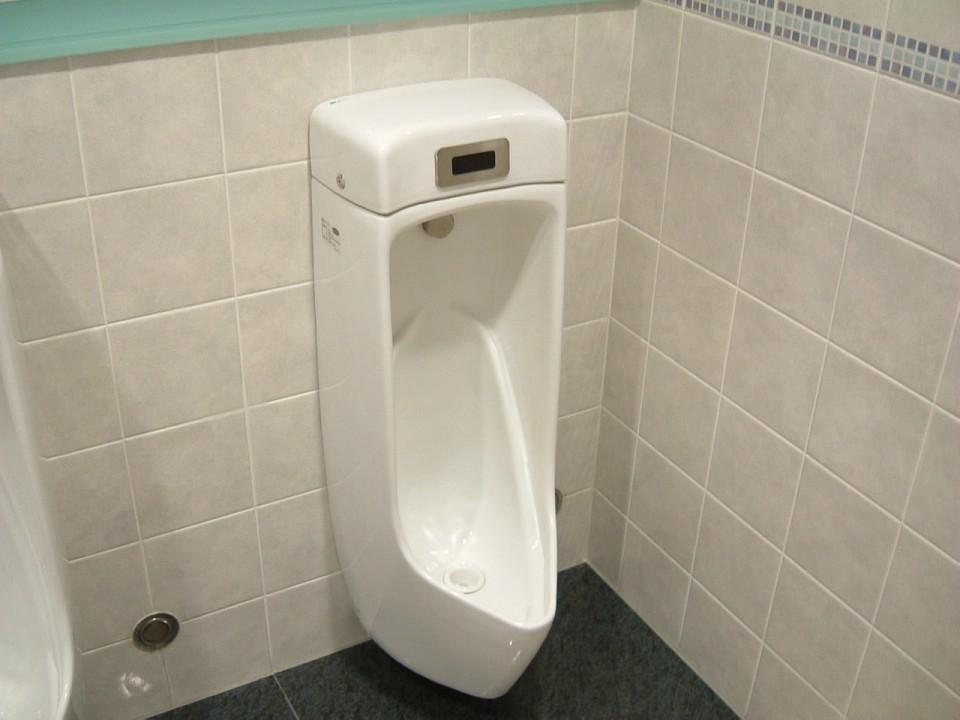
Modernebb japán piszoár

A piszoárok nem sokban különböznek nyugatiaktól.
Női piszoárok (Sanistand) nem terjedtek el Japánban, bár voltak próbálkozások a Toto által 1951 és 1968 között, több-kevesebb sikerrel. Az amerikai női piszoárt próbálták elterjeszteni, ami tölcsér alakú volt és a földre volt helyezve. Igaz, hogy nem voltak elterjedtek, csak pár darab maradt, például az 1968-as tokiói nyári olimpiai stadionban, amit azért raktak oda, hogy mindenféle kultúrából jövő ember se érezze magát kényelmetlenül.

## Tipikus japán kiegészítők
Természetesen a japán vécékben, mosdókban ugyanúgy megtalálni azokat amiket a világ más országaiban, például vécépapírt, vécékefét, mosdókagylót stb. De ez fordítva nem igaz, vannak amiket kizárólag a japán vécékben találhatunk.

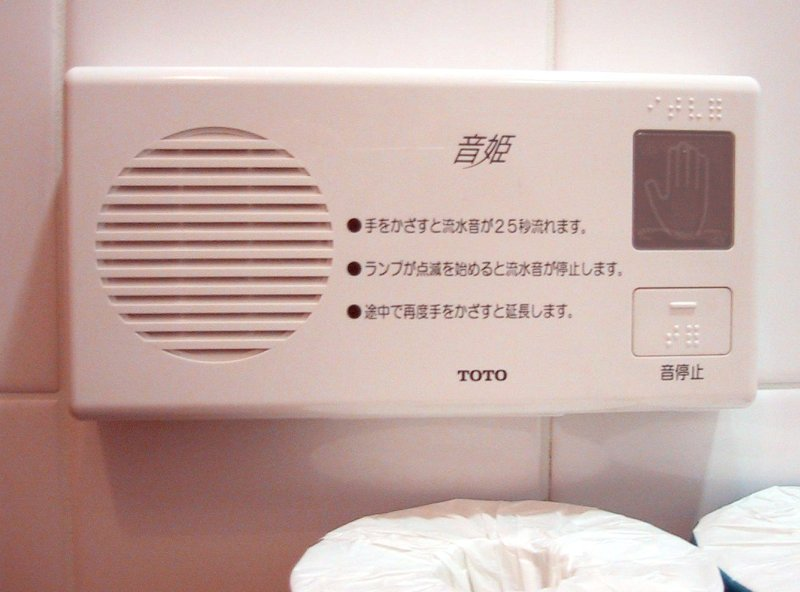
Otohime egy női mosdóban, a jobb felső sarokban a sötétebb négyzetlap az mozgásérzékelő

### Otohime
Sok japán nő már annak a gondolatától is kellemetlenül érzi magát, hogy meghallják ahogyan vizeletet űrít (Paruresis). Ahhoz, hogy ne lehessen hallani a vécében folyó dolgokat, sok nő folyamatosan lehúzta a vécét, ami nagyon sok víz elpazarlását jelentette. Mivel a figyelem felhívó kampányok nem tudtak véget vetni ennek a jelenségnek, az 1980-as években bemutattak egy eszközt ami a lehúzás hangját imitálta le. Ennek a neve (Toto által) otohime (音姫, szó szerint "Hang hercegnője", ugyanakkor azonos hangzású a legendás Tojama-hime: Otohime becenevével). Mára ez az eszköz a legtöbb női mosdóban megtalálható. Az otohime vagy egy elemmel működő, falba szerelt vagy pedig a vosurettóba beépített eszköz. Használatakor csak meg kell nyomni a gombot vagy modernebb vécéknél mozgásérzékelővel működik. Ezután hangos öblítés hallatszik. A hang vagy leáll magától egy kis idő után vagy második gombnyomásra továbbra is fent lehet tartani a hanglejátszást (addig amíg ki nem kapcsoljuk). Becslések szerint ezzel 20 liter vizet is meg lehet spórolni egy használat alatt. Mindezek ellenére, több japán nő túl mesterségesnek tartja az otohime hangzását, ezért továbbra is folyamatos lehúzás mellett döntenek.

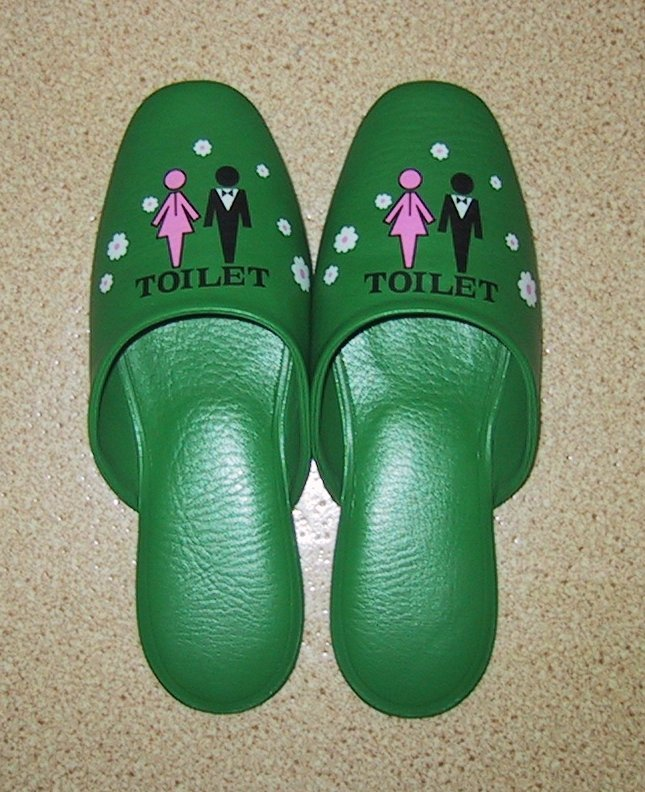
Mosdópapucs

### Mosdópapucs
A japán kultúrában hajlamosak különválasztani a tiszta és nem tiszta tereket, ami igazából abban nyilvánul meg, hogy a tiszta-tisztátlan területek között a kapcsolat minimális. Például a házon belüli részt tisztának, a házon kívülit pedig tisztátalannak tartják. Ez megmagyarázza, hogy miért veszik le a cipőjüket a lakás belső területére való belépés előtt. Régen a vécéket házon kívül helyezték el és cipőt húztak a mosdó felé vezető útra. Habár a vécék ma már többnyire a házon belül találhatóak, a higiéniai kondíciókra való tekintettel mégis tisztátlan területnek számítanak. Ahhoz, hogy a lehető legkisebbre csökkentsék a két terület találkozását, sok mosdóban külön odahelyeznek mosdópapucsot (トイレスリッパ toire szurippa), amit a vécé területére való belépés előtt kell cserélni, így azt is jelezve, hogy a vécé használatban van. Ezek lehetnek egyszerű papucsok (gumiból) a helynek megfelelő piktogramokkal, feliratokkal, illetve gyerekeknek rajzokkal díszítve. Külföldiek gyakori baklövése, amikor elfelejtik visszacserélni a mosdópapucsot az otthoni papucsra, ennélfogva összekeverve a tiszta és tisztátalan területeket.

## Nyilvános vécé
Nyilvános vécéket könnyen találni Japánban, többek között bevásárló központokban, szupermarketekben, (nagyobb) könyves boltokban, CD-boltokban, parkokban, konbinikben (コンビニ), illetve metró-vonat állomásokon. Néhány régebbi nyilvános mosdónak azonban nincs ajtaja. A 90-es évek elején lendületet vett a nyilvános vécék barátságosabb és tisztább arculatának átváltoztatása.
Az angol- és guggolós vécével ellátott nyilvános mosdók száma növekszik. Ennek ellenére mai napig a Tokióban és környékén, a legtöbb vonatállomáson és szerte Japánban az iskolákban kizárólag guggolós vécé van. Továbbá a parkokban, templomokban, tradicionális japán éttermekben és régebbi épületekben is ezzel a típussal találkozhatunk.
Angol-vécét ezzel a kandzsival jelölik: 洋式 (jósiki) amely szó szerint "Nyugati típus"-t jelenti. A mozgássérült vécé pedig mindig angol-vécé.
A szappan, kéztörlő vagy szárító nem annyira elterjedtek ezekben a helyiségekben. De ezek közül is környezetvédelmi szempontból inkább a kézszárítóval találkozhatunk. Azonban az embereknél általában van zsebkendő, kis törülköző, és vannak olyanok is, akik szappant is tartanak maguknál erre az alkalomra. Az újabb és jól felszereltebb vécék már komfortosabbak, a szárítók és a csapok mozgásérzékelővel vannak ellátva, a takarékoskodás és higiénia jegyében.

## Kultúrája
A japán kultúra és vallás lényegi része a higiénia és a tisztaság, tehát tisztának lenni (mindenféle tekintetben) nagyon fontos, például a 'tiszta' szó japán megfelelőjét a 'kirej'-t(きれい, 綺麗) szép, szűzi', illetve rendesnek fordíthatnánk. Kultúra szempontjából megmagyarázhatjuk a vosurettók sikerét. Ezzel együtt pedig a légfrissítők piaca is megnövekedett.
A japán városokra oly jellemző túlzsúfoltság megmutatkozik a lakásokban is, így nagyon kevés belülről zárható szoba van a tradicionális japán házakban. Úgyhogy a vécé azon kevés helyiségek közé tartozik, ahova el lehet vonulni zárt ajtók mögé. Vécék gyakori dísze a könyvespolcokon található karakter figurák, a falon pedig poszterek. Ha a lakás adottságai biztosítják, akkor a vécé és a fürdő két külön helyiségben van, tiszta-tisztátlan kapcsolat elkerülése miatt.
Nemcsak a guggolós vécé, hanem a vosuretto is megdöbbenést vált ki a külföldiekben. Ezért sok humoros beszámolót olvashatunk, egyéni használatról, kíváncsiság vezette gombok össze-vissza nyomkodásáról és azok által okozott meglepetésekről.
A The Washington Post című lapban például van egy cikk, amiben egy amerikai diplomata tapasztalatát olvashatjuk a japán vécével kapcsolatban. Miután elvégezte a dolgát, nem tudta lehúzni a vécét a gombok többségzavarában. Japán nyelvet ismerte, de a vécé kultúrát nem. Úgyhogy elkezdte nyomkodni a gombokat, az otohime, a beépített szárító funkciókon kívül a bidé funkciót is megtalálta, így nemcsak ő és a ruhája, hanem az egész helyiség vizes lett. Ma már a legtöbb, újabb vosurettón nyomásérzékelő van, így a beépített funkciók csak akkor működnek ha a használó ül a vécén. De a gombokon elvétve ma már találhatunk angolul szavakat, a kultúrsokk elkerülése végett.

## Környezetvédelmi aspektusok
A vosurettók környezetvédelmi hatása különbözik a normál vécékétől. Az modernebb technika kevesebb vizet használ és az öntisztító funkció szintén csökkenti a tisztítószerek használatát. Vannak vécék, amik a vízmennyiséget a használat módjától függően is képesek szabályozni, attól függően, hogy az ülőke fel volt-e hajtva. Illetve ezzel a vécépapír használata is visszaszorul. Azonban ezek a vécék energiát fogyasztanak és ezzel a japán háztartásokban a becsült értékek szerint az energiafelhasználás 5%-át teszik ki. Vidéken olyan vécék is vannak amelyek kevés vagy szinte egyáltalán nem használnak vizet. Az utóbbiak vészhelyzeti vécéként is funkcionálnak földrengések idejére.

## Piaca

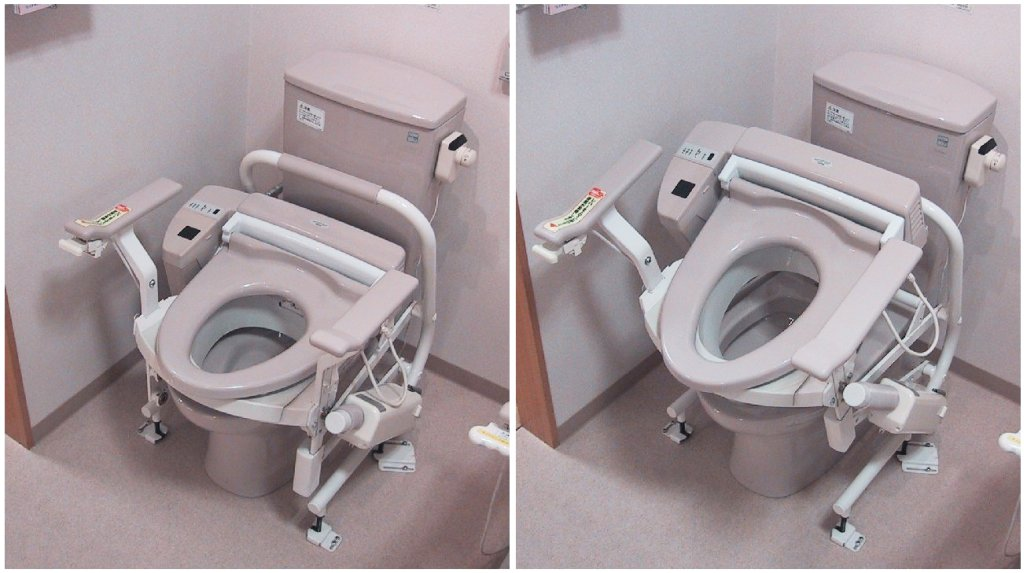
Idősebb embereknek tervezett vécé, ülőkéje felsegítésre képes

Egy vosurettót 55 000 Ft-ért már lehet venni, de az átlag ára 100 000 Ft körül mozog. A legkorszerűbb és legújabb modellek, amik már többek között kerámia csészéből állnak, 1 millió forintba is kerülhetnek.
A Toto Ltd. a legnagyobb vécé-, vosurettogyártó világszerte. De emellett az Inax, NAIS és a Panasonic is ezek gyártásával foglalkozik.
A csúcstechnológás vécék piaca 1997-ben 800 millió dollár volt. A legnagyobb termelő a Toto volt 65%-kal, ezután következett az Inax 25%-kal. Legelső piaca amire termelni lehet még mindig Japán, de a Toto jelentései szerint a külföldi eladások csak az 5%-a az árbevételek összességének.  Az elsődleges külföldi piac Kína, ahol több mint 1 millió vosurettót add el évente a Toto. Az Egyesült Államokban például jóval a japán eladások alatt van, ahhoz képest, hogy 2001-ben havi 600-as egysége 1000-re ugrott a 2003-as évre. Európában évente átlagos 5000 vosuretto eladása fűzhető a Totóhoz. Míg a legtöbb európai ember az ilyen japán vécéket csupán érdekesnek tartja, addig az ilyen beszerelt vécék száma emelkedőben van Európában. Első számú helyiségek közé tartozik a mozgássérült vécé. A rokkantság függvényében a mozgássérültnek nehézségei lehetnek a tisztítást illetően. Így ezeknek az embereknek hozzájárul külső segítséget kizárva az alapos tisztításhoz a precíz vízsugárnak, a szárítónak köszönhetően.

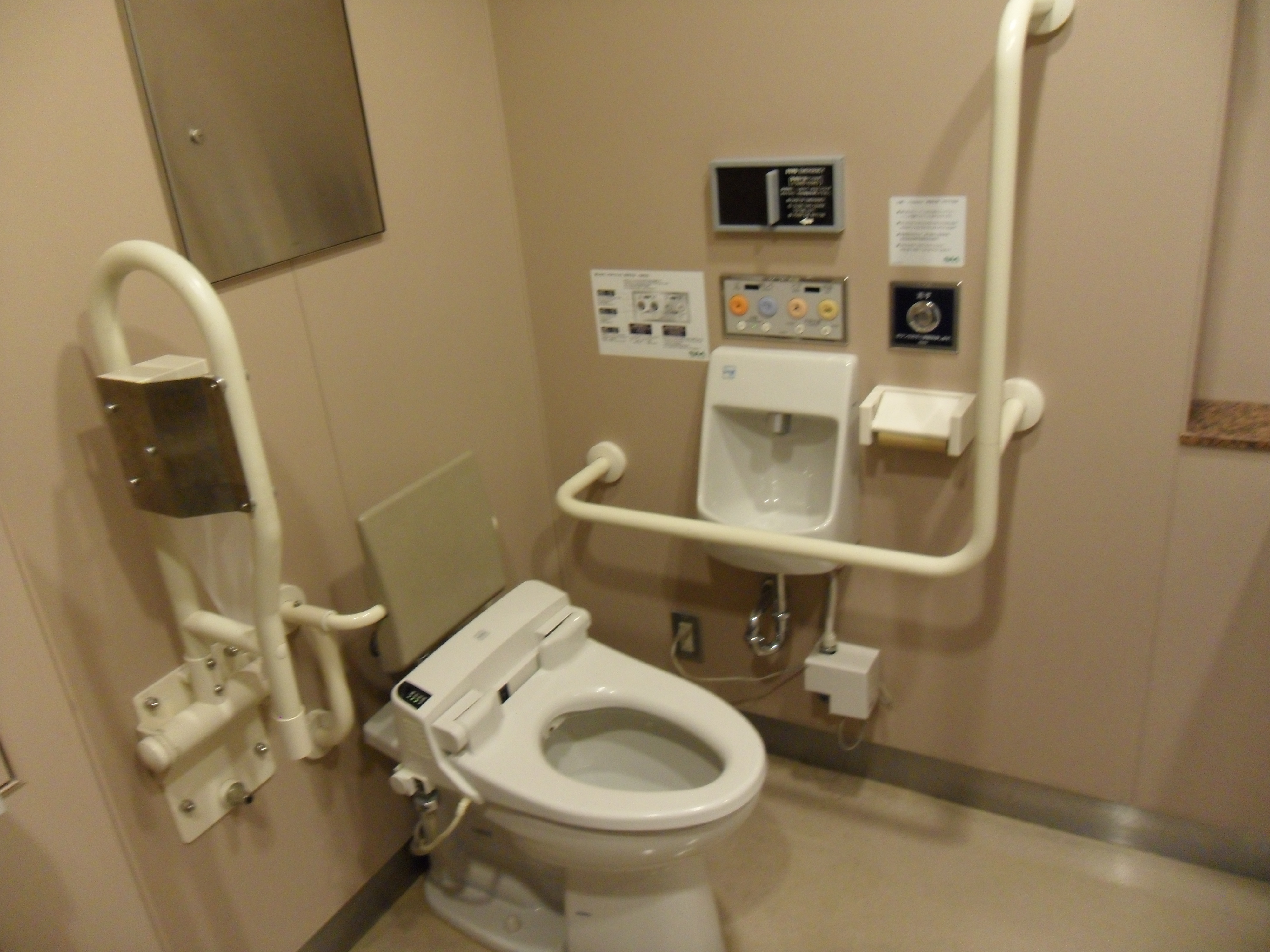
Vécé mozgáskorlátozottak részére

Japánon kívüli gyenge eladásoknak számos okai vannak. Elsőre furcsának tűnik egy nem-japán vásárlónak, így nagyobb ok lehet az, hogy maga a vosurettoötletet meg kell szokni a vevőnek, ehhez idő kell. Japánban az első eladások szintén alacsonyak voltak a 80-as években, de kis akklimatizálódás után 1985-ben megugrott az eladások száma. 1990 körül a japán háztartások 10%-ának volt vosurettója, és ez a szám 2002-re már kicsivel több mint 50%-ra ugrott. A Toto hasonló haladást vár a külföldi eladások terén. Másik ok, amiért nem terjed el még annyira, a tápegység hiánya a vécékben. Gyakorlatilag az összes japán vécében van konnektor, ezzel szemben a külföldiekről ez nem mondható el. Ausztráliában, Új-Zélandon, Írországban és Angliában, többek között, hivatalosan meg van tiltva, hogy magasfeszültségű egységek egyenek beszerelve víz közelében, vagy ott, ahol az ember vizes lehet (egészségi és biztonsági okokból). Harmadik hátrány, hogy az alsó lefolyású vécéknél maximum 10–15 cm van a fal és a vécé között, nos a japán vécéknél ez a távolság 30 cm. Tehát az európai vécét nem könnyű lecserélni japán vécére, az árról nem is beszélve. Végül pedig Európában nagyon elterjedt a bidé, Észak-Amerikában azonban semmiféle bidét nem használnak.

## Története

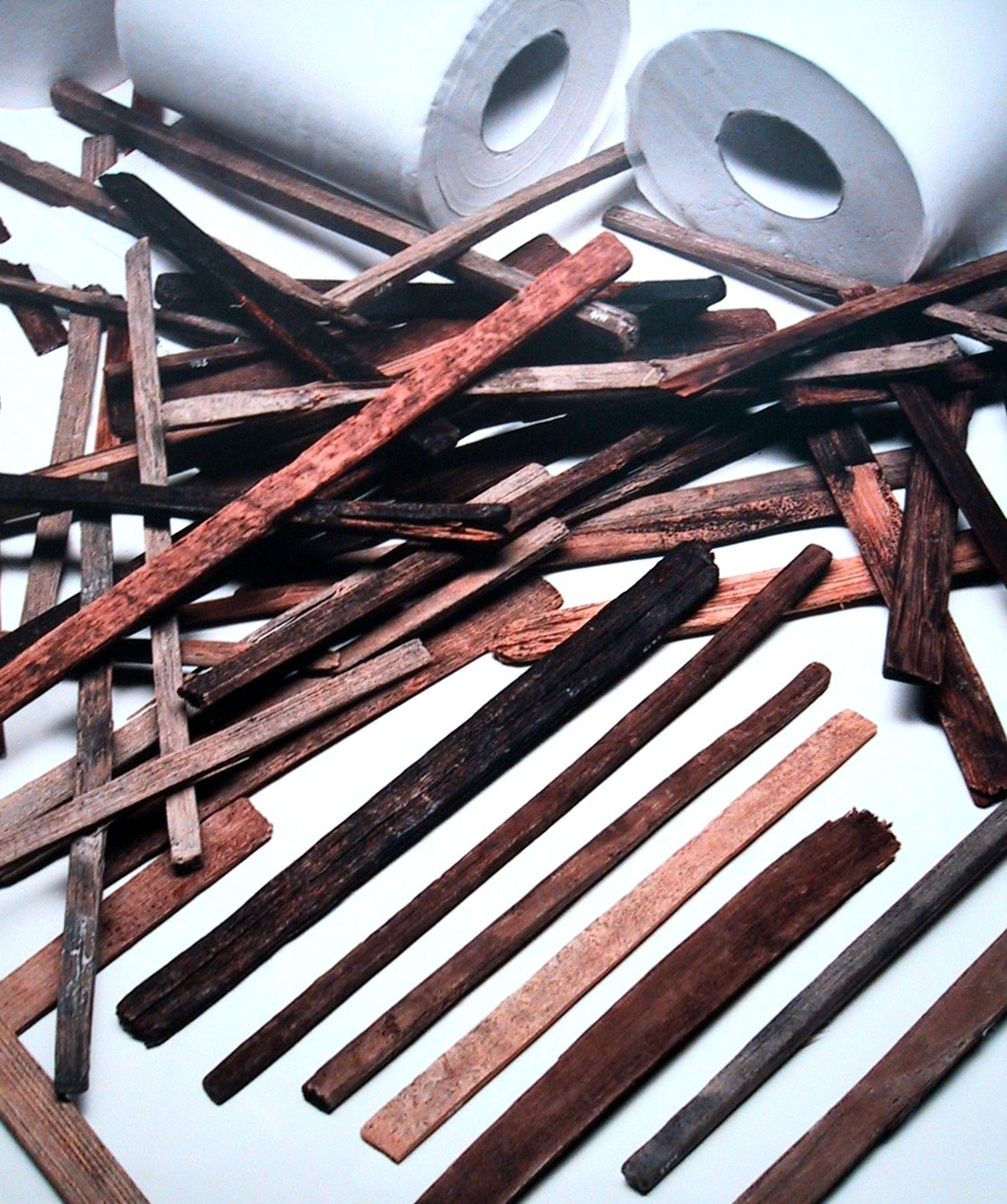
Képen csűgi-k (összehasonlításképpen mögöttük vécépapír)

Dzsómon-kor alatt (i.e. 14,000-300) a települések patkó alakban voltak elhelyezve, középen egy térrel, a település körül pedig szeméthalmazok. Ezekeben a szaméthalmazokban megkövesedett emberi illetve kutya ürüléket találtak, más néven koprolitokat. Ez pedig azt bizonyíthatja, hogy a szemét dombokat vécéként is használhatták.
Legkorábbi csatornarendszer a Jajoi-korból ( i.e.300-i.sz. 250) van.
Az akkori "vécé" folyóvizet használt, 3. századbeli Sakurai városban (Nara prefektúra) talált leletek alapján. Fudzsivara Palotában, Kasiharában (Nara prefektúra) egy másik pöcegödörre bukkantak és az elemzések alapján már ekkor volt egy árnyékszékhez hasonló megoldás.
Nara-kor (710-784) alatt a szennyvízelvezetést a fővárosban, Narában hozhatták létre, ami 10–15 cm széles folyamból állt és a használó a folyam fölé guggolva tudta elvégezni a dolgát. Vécépapír helyett még a csűgi-t (籌木) használták, ami egy lapos fapálca volt.[39] Később alga váltotta fel a csűgi-t,  ezután pedig az Edo-korban az úgy nevezett vasi (hagyományos japán papír) váltotta fel. A hegyes vidékeken ekkortájt még használták emellett a fa pálcákat és nagyobb leveleket is.
Gyakran a vécét patakra építették; az egyik leghíresebb öblítős vécét Akita-várban találták meg, ami a 8. századból való.
Árnyékszék elterjedésével, az emberi ürüléket is elkezdték használni trágyaként.— ez nagyon fontos volt egy olyan országban ahol a Buddhizmus és azzal kapcsolatban levők vegetáriánusok voltak (többnyire). Ez az életmód pedig csökkentette a lábasjószágtól való függést. A gazdagabb emberek étrendje sokkal jobb volt, így a székletük is, ezt a székletet drágábban adták el.
Egészen a visszamenve a 9. századig, különböző régebbi leírások alapján, törvényekbe foglalták a tiszta és szennyvízcsatorna felépítésének sarkallását.
„Rabokat alkalmanként beosztották a csatornák kitisztítására kormányzati hivatalokba illetve a keleti és nyugati pontokon is esős éjszaka utáni reggelen.” (Közigazgatási Jogról Összegyűjtött Értelmezések, Rjo no suge)
A második világháború után emberi ürülék árusítása már nem volt olyan nagyon elterjedt, higiéniai okok és a műtrágya elterjedés miatt. Emiatt lehet Japánnak olyan mértékű a tisztasági szintje a mostani időkben. Például Japánban, az ürített dolgoknak volt megoldása, nem úgy mint Európában ahol csak úgy kidobták az utcára. Első nyugati (Edo-kor) le volt döbbenve, milyen tiszta városba érkezett.

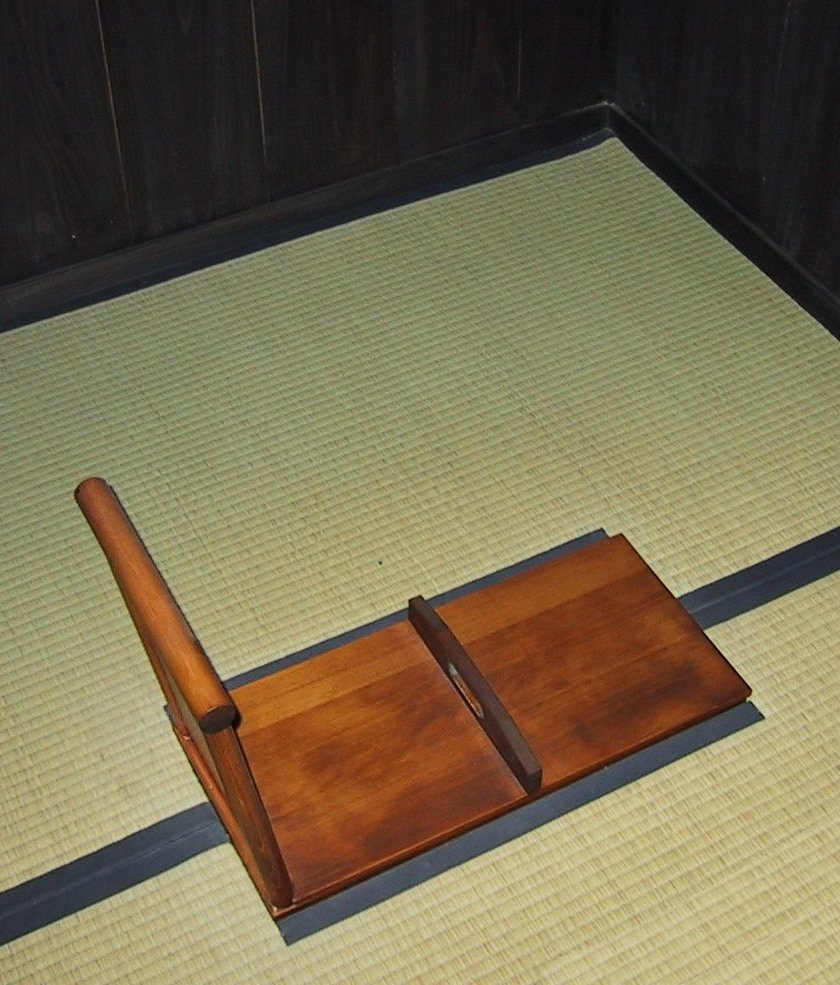
Fa tetővel ellátott Meidzsi-kori árnyékszék, Nakacugavából, Japánból tehetősebb környékről.

Okinaván a vécé általában a disznóóllal volt összekapcsolva, így egyszerűbben tudták odaadni a disznóknak az emberi ürüléket. A második világháború után az amerikai hatóságok ezt betiltották, higiéniai okokra utalva.

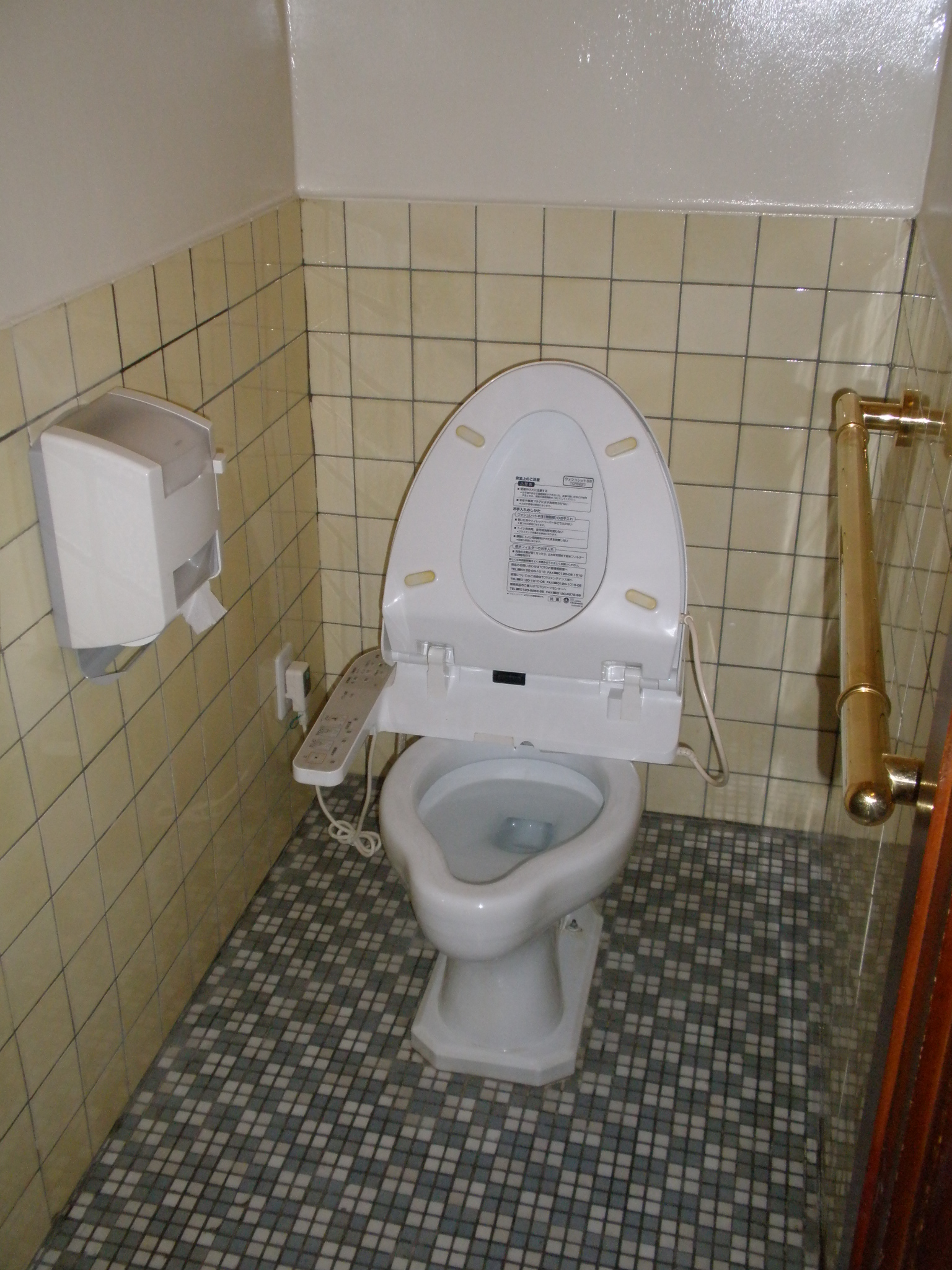
1930-as évekből származó vécé, újító megoldással

Azucsi–Momojama-kor alatt (1568-1600), lett kiépítve a "Tajko szennyvízcsatorna" az Oszakai várkastély körül és ez mai napig működik, modernizálva természetesen. 1884-től kezdődött a modernebb csatornázás, az első téglát és kerámiát is felhasználó csatornarendszer volt például Tokió egyik kerületében Kanda-ban. Több vízvezeték és csatornarendszert telepítettek a Nagy Kantói földrengés után annak érdekében, hogy megelőzzék a jövőbeli földrengések vonatkozásában kialakuló járványok terjedését. A szennyvízvezetékek építéseinek a száma a II. világháborúban nőtt meg a növekvő társadalommal együtt. 2000-re a lakosság 60%-a volt a csatornarendszerhez csatlakozva. Nemzetközi csatornahálózat napja Szeptember 10-én van.
Angolvécék és piszoárok a 20. század elején kezdtek feltűnni Japánban, de használatuk csak a II. világháború után, az amerikai megszállást követően terjedt el. Az amerikaiak tartózkodtak az emberi ürülékkel való trágyázásától, persze értették az ökológiailag való fenntarthatóságát, de szégyellték a gusztustalansága miatt. Vidéki területeken ahol ezt a gyakorlatot fenntartották, hamar az újrafelhasználást az eladhatóság cserélte fel. Különösen a Sinkjó közösségben (Nara prefektúrában) ahol ezt az újrafelhasználást tudatosan politikai vezetők követelték meg. Bizonyíték arra, hogy Japánban még mindig van a hulladék hagyományosan való újrahasznosítására, azt a csatornához nem bekötött fertőző tartályok bizonyítják.
Japánban 1977-ben az angolvécék eladása felülmúlta a guggolós vécék eladását. Akkor még a beépített bidé funkcióval ellátott vécémodellek Svájcból és az Egyesült Államokból érkeztek, és csak 1980-ban jelent meg a Toto a vosurettóval. Ma már több japán cég is a vezető márkák közé tartozik ezekkel a vécékkel.

## Fordítás
- Ez a szócikk részben vagy egészben  a   Toilets in Japan című angol Wikipédia-szócikk ezen változatának fordításán alapul.  Az eredeti cikk szerkesztőit annak laptörténete sorolja fel. Ez a jelzés csupán a megfogalmazás eredetét és a szerzői jogokat jelzi, nem szolgál a cikkben szereplő információk forrásmegjelöléseként.